# Rika Zaraï
Rika Zaraï (hebrejsky ריקה זראי‎, Rika Zaraj, 19. února 1938, Jeruzalém – 23. prosince 2020) byla izraelská zpěvačka a spisovatelka 20. století. V roce 1969 se proslavila svými písněmi Casatchok a Alors je Chanté, francouzské verzi Vivo Cantando. Zpopularizovala izraelské klasické písně jako Hava nagila, Jerušalajim šel zahav a Hallelujah.
Zarai zpívala v hebrejštině, angličtině, francouzštině, italštině, španělštině a němčině. Žila v Paříži, ale navštěvovala pravidelně Izrael. Podle zprávy v izraelských novinách Yediot Ahronoth v roce 2008 ochrnula na levou stranu těla po prodělané mrtvici.

## Diskografie
- Ma médecine naturelle, Michel Lafon, 1985
- 47 recettes de plantes, Mangina, 1986
- Soins et beauté par l'argile et les plantes, Mangina, 1987
- Mes secrets naturels pour guérir et réussir, J-C Lattès, 1988
- Ces émotions qui guérissent, Michel Lafon, 1995
- Le Code secret de votre personnalité, Michel Lafon, 1996
- L'espérance a toujours raison (mémoires), Michel Lafon, 2006